# Geologia Marsa

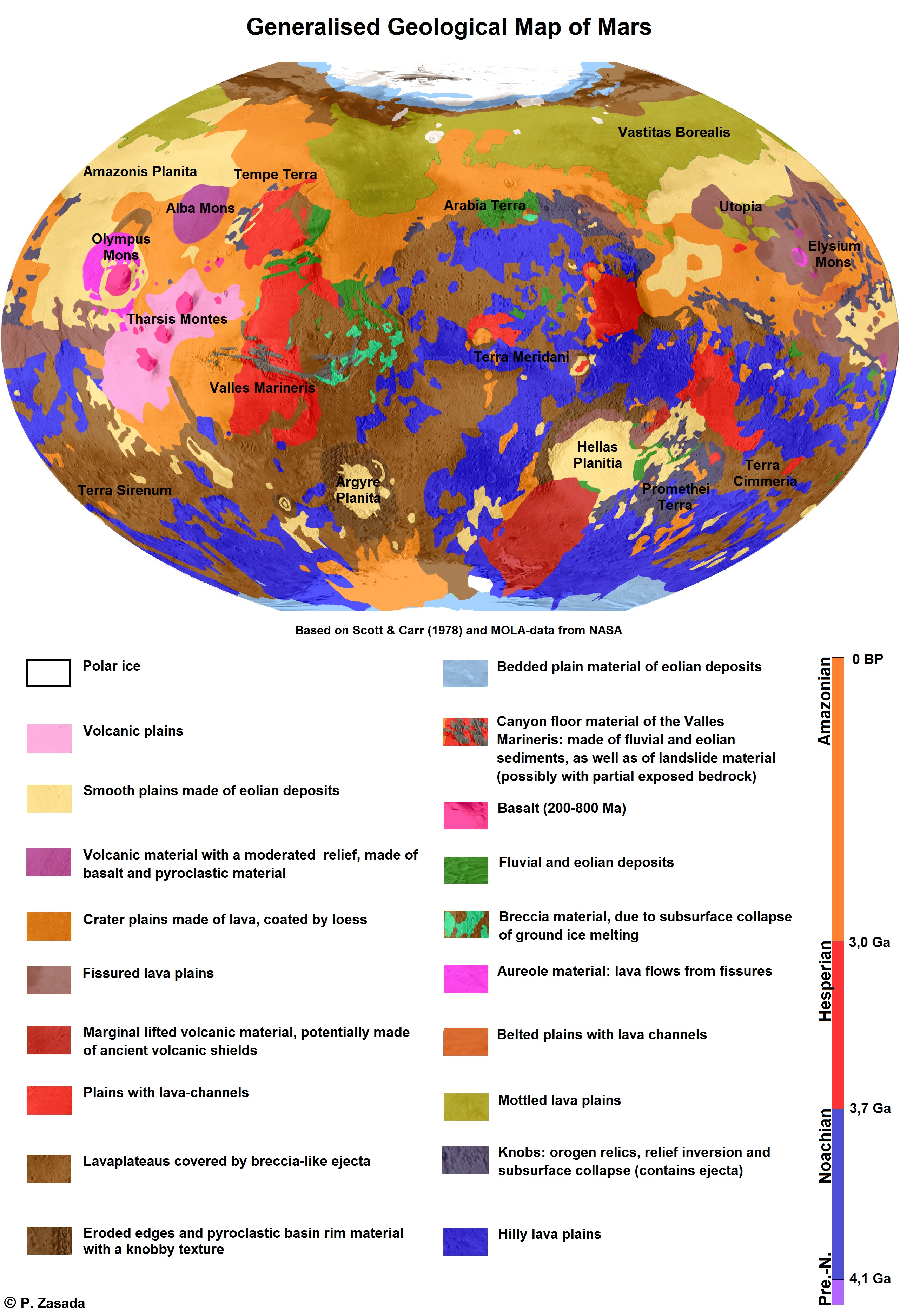
Uogólniona mapa geologiczna Marsa

Geologia Marsa – nauka o powierzchni, skorupie i wnętrzu Marsa. Bada skład tych warstw, ich strukturę, historię i procesy fizyczne, które kształtują planetę, analogicznie do ziemskiej geologii. W planetologii określenie „geologia” jest używane w najszerszym znaczeniu do badania stałych części planet i księżyców. Termin obejmuje aspekty geofizyki, geochemii, mineralogii, geodezji i kartografii. Spotykany czasem neologizm „areologia”, pochodzący od greckiego słowa Άρης Arēs (Mars), jest synonimem geologii Marsa stosowanym w popularnych mediach i dziełach science fiction (np. Trylogii Marsjańskiej Kima Stanleya Robinsona), ale termin ten jest rzadko stosowany przez geologów i planetologów.

## Mapa geologiczna Marsa (2014)

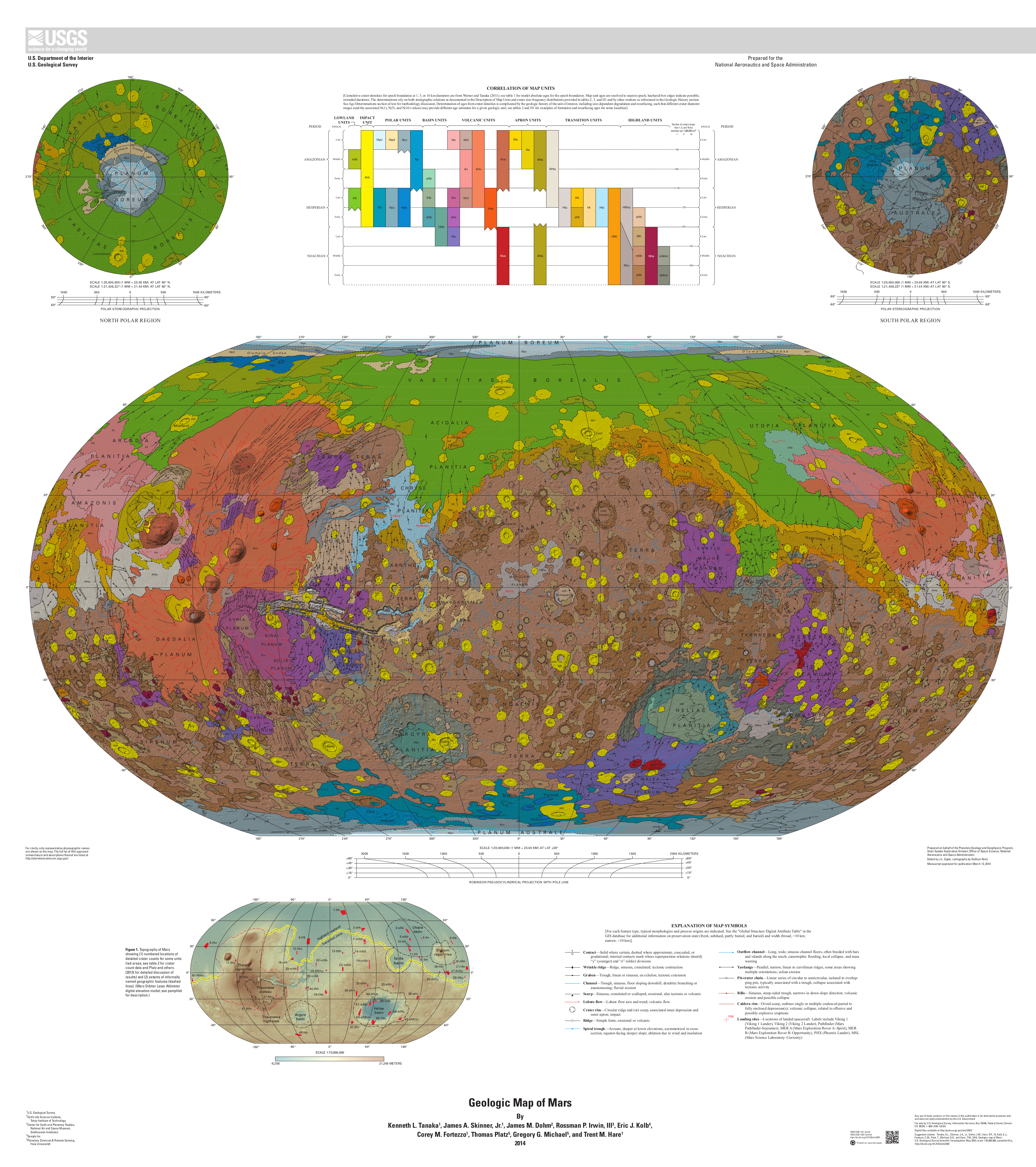
Mars – mapa geologiczna (USGS; 14 lipca 2014)

## Skład Marsa
Mars to planeta typu ziemskiego, która uległa dyferencjacji, co oznacza, że jej wnętrze tworzą koncentryczne warstwy (podobne do wewnętrznych geosfer Ziemi). Ma on metaliczne jądro, najprawdopodobniej złożone z żelaza i niklu, otoczone mniej gęstym płaszczem krzemianowym i skorupą. Charakterystyczny czerwony kolor planeta zawdzięcza tlenkom żelaza na jej powierzchni.
Większość informacji o składzie chemicznym Marsa pochodzi z orbitujących wokół niego sond i lądowników. Przeważnie są one wyposażone w spektrometry i inne przyrządy do badania składu powierzchni Marsa, metodami teledetekcyjnymi z orbity lub poprzez analizy prowadzone na powierzchni. Na Ziemi znajdują się też próbki skał z Marsa w postaci meteorytów, które dotarły na Ziemię. Meteoryty marsjańskie, z których większość to tzw. meteoryty SNC: shergottyty, nakhlity i chassignity – grupa meteorytów, dla których jako pierwszych wykazano pochodzenie marsjańskie – dostarczają informacji na temat składu chemicznego skorupy i wnętrza Marsa, które inaczej nie byłyby dostępne (do 2020 nie zrealizowano misji typu sample-return, polegającej na pobraniu próbek skał na Marsie i powrocie na Ziemię).
Na podstawie tych danych naukowcy sądzą, że najpospolitsze pierwiastki chemiczne w skorupie marsjańskiej, oprócz krzemu i tlenu, to: żelazo, magnez, glin, wapń i potas. Stanowią one główne składniki minerałów tworzących skały magmowe. Rzadziej występującymi pierwiastkami są tytan, chrom, mangan, siarka, fosfor, sód i chlor, które są ważnymi składnikami wielu minerałów akcesorycznych występujących w skałach i minerałów wtórnych (produktów wietrzenia), w pyle i regolicie (gruncie marsjańskim). Wodór występuje w lodzie (H
2O) i uwodnionych minerałach. Węgiel występuje w postaci dwutlenku węgla (CO
2) w atmosferze, a zimą także jako suchy lód w obszarach podbiegunowych. Nieznana ilość węgla jest także związana w postaci węglanów. Azot molekularny (N
2) stanowi 2,7% atmosfery. Nie stwierdzono występowania związków organicznych, z wyjątkiem śladowych ilości metanu wykrytego w atmosferze.
16 grudnia 2014 r. NASA poinformowała, że łazik Curiosity wykrył dziesięciokrotny skok, prawdopodobnie lokalny, zawartości metanu w marsjańskiej atmosferze. Analizy próbek przeprowadzone kilkanaście razy w ciągu 20 miesięcy wykazały wzrost pod koniec 2013 i na początku 2014 roku, dochodząc średnio do 7 części na miliard. Wcześniej rejestrowano średnio około 1/10 tego poziomu.
Skład pierwiastkowy Marsa znacząco różni się od składu Ziemi. Analiza meteorytów z Marsa sugeruje, że płaszcz planety jest około dwukrotnie bogatszy w żelazo niż płaszcz ziemski. Jego jądro zawiera więcej siarki niż jądro Ziemi. Płaszcz Marsa zawiera więcej potasu i fosforu niż płaszcz Ziemi, a skorupa więcej lotnych pierwiastków, takich jak siarka i chlor, niż skorupa ziemska. Wiele z tych wniosków wspierają analizy in situ skał i regolitu na powierzchni Marsa.

## Globalna fizjografia
Większość aktualnej wiedzy na temat geologii Marsa pochodzi z badania ukształtowania terenu i cech ukształtowania terenu, które zostały zarejestrowane przez orbitujące sondy kosmiczne. Na Marsie występują wielkoskalowe struktury powierzchni, które świadczą o różnych rodzajach procesów geologicznych, które działały na planecie. Należą do nich: dychotomia półkul planety, prowincje wulkaniczne Tharsis i Elysium, duże baseny uderzeniowe, tereny chaotyczne i kanały wypływowe, a także polarne czapy lodowe.

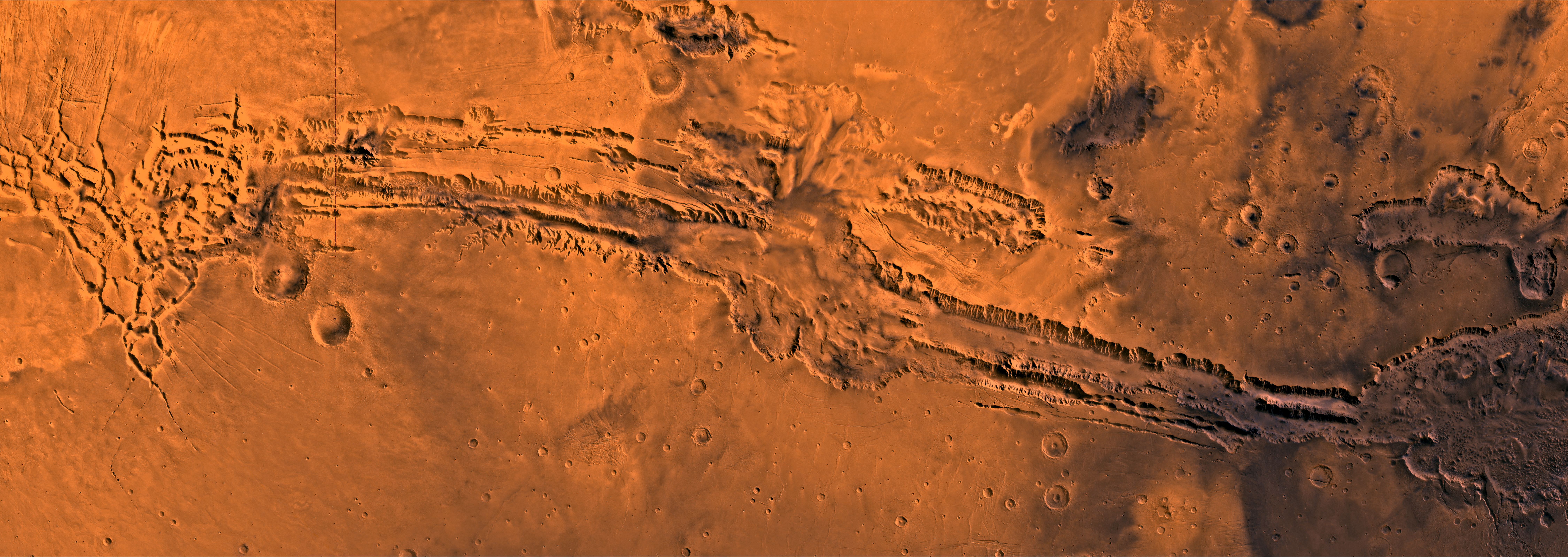
Viking Orbiter 1 – Valles Marineris.

W pobliżu równika na zachodniej półkuli leży ogromny system głębokich, połączonych ze sobą rowów tektonicznych i kanionów zwanych Valles Marineris. System kanionów rozciąga się na wschód od wyżyny Tharsis na długości ponad 4000 km, czyli przez blisko 1/4 obwodu planety. Umieszczone na Ziemi, Valles Marineris rozciągałyby się na szerokość Ameryki Północnej. W niektórych miejscach kaniony mają do ok. 300 km szerokości i ok. 10 km głębokości. Choć porównywane z Wielkim Kanionem Kolorado na Ziemi, Valles Marineris mają inne pochodzenie. Wielki Kanion jest w dużej mierze produktem erozji wodnej, Valles Marineris mają pochodzenie tektoniczne i są bardziej podobne do Wielkich Rowów Afrykańskich. Powstały w wyniku działania silnych naprężeń w skorupie, prawdopodobnie z powodu obciążenia litosfery przez wulkaniczną wyżynę Tharsis.

## Historia geologiczna
Badania gęstości kraterów na powierzchni Marsa pozwoliły wskazać trzy okresy w historii geologicznej planety, długością odpowiadające eonom w historii geologicznej Ziemi. Okresy nazwano od obszarów powierzchni Marsa, które w znacznym stopniu ukształtowały się w danym okresie. Wskazany poniżej wiek bezwzględny i czas trwania ma jedynie charakter orientacyjny.
W 2006 r. na podstawie danych ze spektrometru światła widzialnego i podczerwieni OMEGA, znajdującego się na pokładzie sondy Mars Express, zaproponowana została alternatywna skala czasu geologicznego Marsa. Jest ona oparta na dominującym charakterze zmian zachodzących w składzie mineralnym skał w danym okresie, co wynika ze zmian warunków atmosferycznych w przeszłości. Naukowcy zaproponowali podzielenie historii Marsa na trzy okresy: Phyllocian, Theiikian i Siderikan, charakteryzujące się powstawaniem odpowiednio: krzemianów warstwowych, siarczanów i tlenków żelaza.

## Cechy albedo

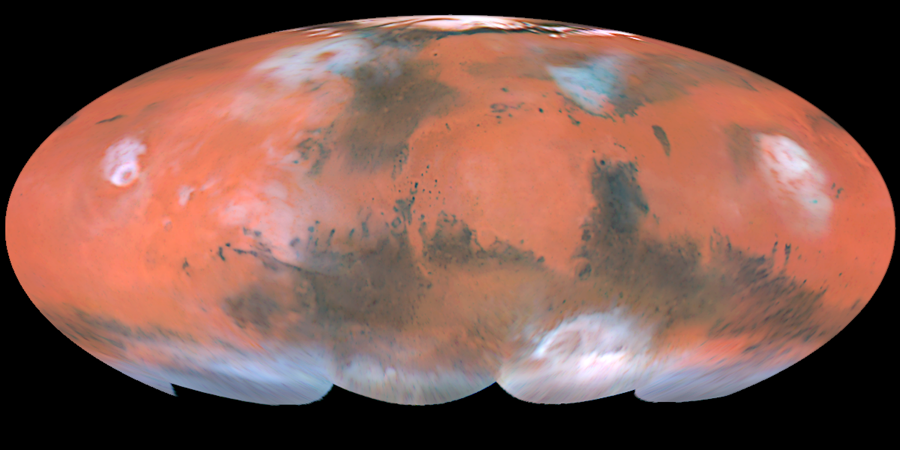
Obraz powierzchni Marsa z Teleskopu Kosmicznego Hubble’a

Przy obserwacjach z Ziemi topografia Marsa nie jest widoczna, widoczne są natomiast jasne i ciemne obszary jego powierzchni – cechy albedo. Jasne, czerwono-ochrowe obszary to miejsca, gdzie drobny pył pokrywa powierzchnię (oprócz stref podbiegunowych i chmur). Jasne obszary to między innymi Hellas Planitia, wyżyna Tharsis i Arabia Terra. Ciemnoszare tereny to obszary, z których wiatr usunął pył, pozostawiając widoczną warstwę ciemnego, kamienistego materiału. Ciemne tereny są najczęstsze w szerokim pasie od równika do 40° szerokości geograficznej południowej, jednak najbardziej widoczny ciemny obszar, Syrtis Major Planum, znajduje się na półkuli północnej. Klasyczna cecha albedo, „Mare Acidalium” (obecnie Acidalia Planitia), jest innym wyraźnym ciemnym obszarem na półkuli północnej. Występuje także trzeci typ obszaru, pośredni w kolorze i albedo; jest on uważany za reprezentujący regiony zawierające zmieszany materiał z obszarów jasnych i ciemnych.

## Kratery uderzeniowe

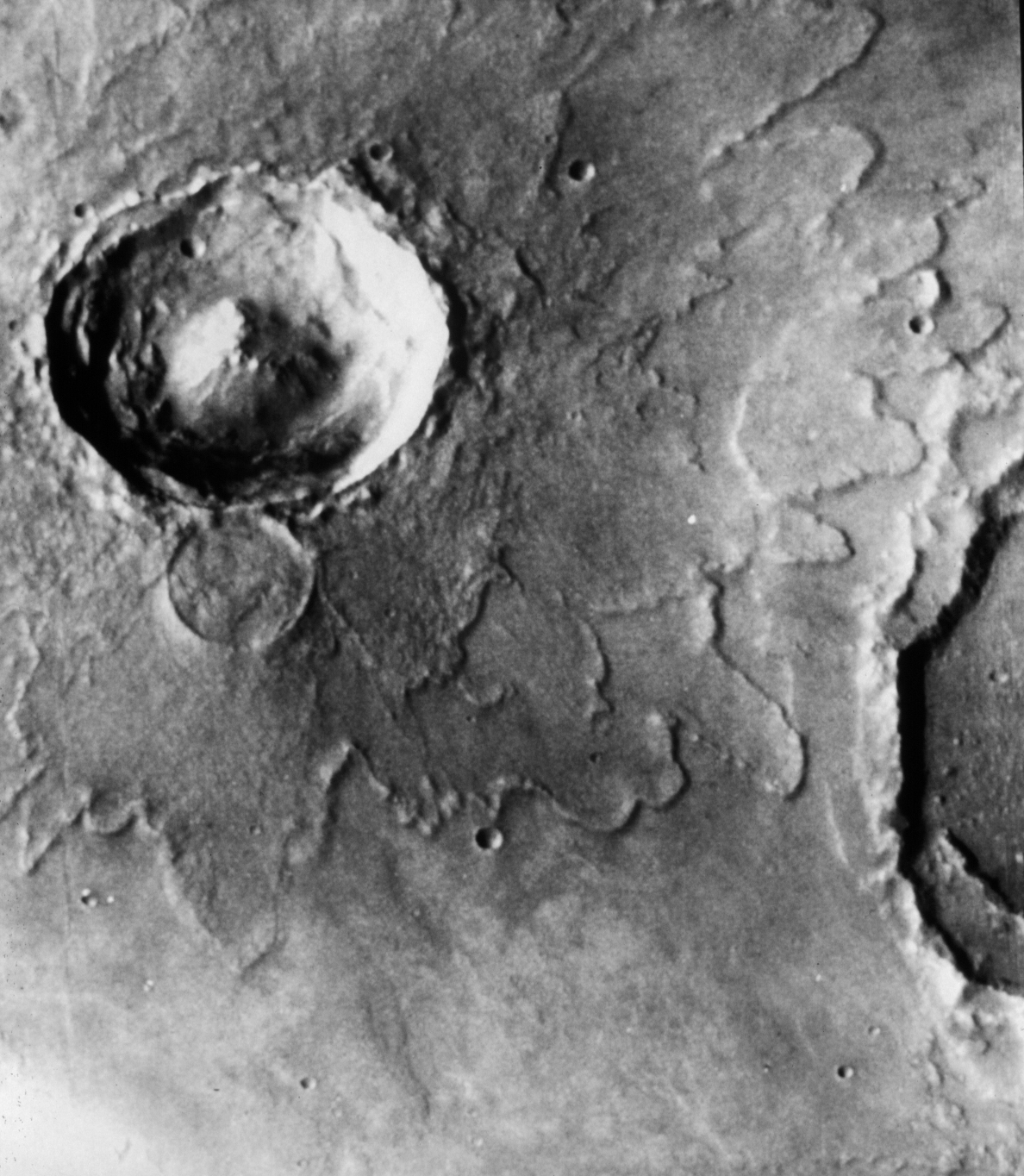
Krater uderzeniowy Yuty z pokrywą wyrzutową, której morfologia wskazuje na upłynnienie materii – zdjęcie sondy Viking Orbiter

Kratery uderzeniowe zostały po raz pierwszy zidentyfikowane na Marsie przez sondę Mariner 4 w 1965 roku. Wczesne obserwacje wykazały, że kratery marsjańskie są ogólnie płytsze i bardziej wygładzone niż kratery księżycowe, co wskazuje na to, że erozja i osadzanie materiału zachodziło na nim intensywniej niż na Księżycu.
W innych aspektach kratery marsjańskie przypominają kratery księżycowe. Jedne i drugie są skutkami uderzeń w powierzchnię z dużą prędkością i mają taką samą korelację morfologii ze średnicą. Kratery marsjańskie poniżej około 7 km średnicy są proste; mają kształt miski z ostrymi krawędziami i ich stosunek głębokości do średnicy to około 1/5. Kratery o średnicy od 5 do 8 km zmieniają typ morfologiczny z prostego na bardziej złożony. Złożone kratery mają wzniesienie centralne (lub kompleks wzniesień), stosunkowo płaskie dno i tarasy lub osuwiska na ścianach wewnętrznych. Złożone kratery są płytsze w stosunku do ich średnicy; stosunek głębokości do średnicy zmienia się od 1/5 dla najmniejszego krateru o charakterystyce przejściowej (~7 km) do około 1/30 dla krateru o średnicy 100 km. Kolejne przejście następuje przy średnicy około 130 km, kiedy zamiast wzniesienia centralnego tworzą się koncentryczne pierścienie wzgórz, tworząc kratery wielopierścieniowe.
Mars ma największą różnorodność typów kraterów uderzeniowych spośród planet Układu Słonecznego. Skatalogowanych zostało ponad 42 tysiące kraterów uderzeniowych o średnicy większej niż 5 km, a mniejszych kraterów jest prawdopodobnie znacznie więcej. Gęstość kraterów na Marsie jest większa na półkuli południowej niż na północnej. To tam znajduje się też większość dużych kraterów i basenów uderzeniowych.

## Wulkanizm
Struktury wulkaniczne obejmują znaczne części powierzchni Marsa. Najbardziej widoczne wulkany na Marsie występują w regionach Tharsis i Elysium. Geolodzy uważają, że jednym z powodów, który sprawia, że na Marsie mogą "urosnąć" aż duże wulkany, jest mała ilość podziałów litosfery na ruchome płyty tektoniczne, co odróżnia go od dynamicznej i aktywnej Ziemi. Lawa ze stacjonarnej plamy gorąca może gromadzić się w jednym miejscu na powierzchni przez wiele setek milionów lat.
17 października 2012 r. łazik Curiosity pracujący na Marsie wykonał pierwszą analizę dyfrakcji promieni rentgenowskich na próbce gruntu marsjańskiego z miejsca zwanego „Rocknest”. Wyniki uzyskane w analizatorze CheMin łazika wykazały obecność kilku minerałów, w tym skaleni, piroksenów i oliwinów, i sugerują, że regolit Marsa w próbce był podobny do gleb wulkanicznych powstałych ze zwietrzałych bazaltów, spotykanych m.in. na wulkanach Hawajów. W lipcu 2015 r. ten sam łazik zidentyfikował trydymit w próbce skał z krateru Gale, co skłoniło naukowców do przekonania, że wulkanizm krzemianowy mógł odgrywać znacznie większą rolę w historii wulkanicznej planety, niż przypuszczano wcześniej.

## Wody gruntowe
Jedna grupa badaczy postawiła tezę, że niektóre warstwy skalne na Marsie powstały w wyniku wznoszenia się do powierzchni wód podziemnych, szczególnie w kraterach. Zgodnie z tą hipotezą wody gruntowe z rozpuszczonymi minerałami dotarły do powierzchni we wnętrzu i w otoczeniu kraterów, gdzie osadziły minerały (zwłaszcza siarczany) i pomogły scementować osady. Ta hipoteza jest poparta modelem wód podziemnych i odkryciami siarczanów na dużych obszarach. Badania powierzchniowe z wykorzystaniem łazika Opportunity pozwoliły odkryć, że poziom wód gruntowych wielokrotnie wzrastał, prowadząc do osadzania siarczanów. Późniejsze obserwacje instrumentów sondy Mars Reconnaissance Orbiter wykazały, że te same rodzaje materiałów występują na dużym obszarze obejmującym Arabia Terra.

## Szczególne zjawiska i obiekty geologiczne

### Lawiny

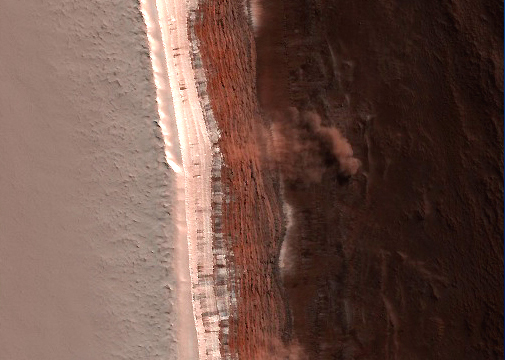
Obraz z 19 lutego 2008 roku, lawina na Marsie uchwycona przez kamerę Mars Reconnaissance Orbiter
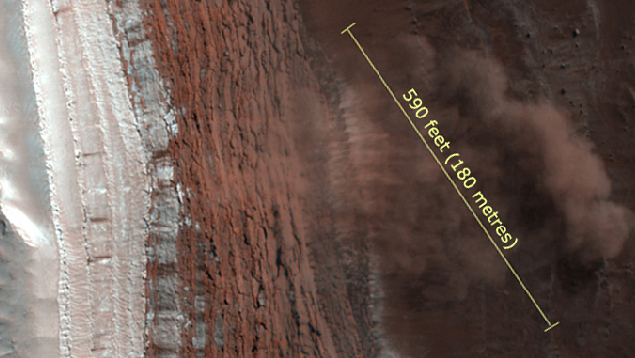
Zdjęcie ze skalą pokazuje wielkość lawiny
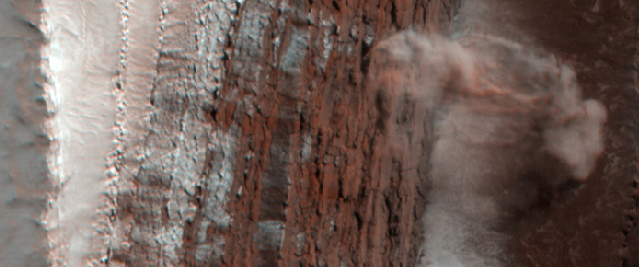
Chmury pyłu unoszą się ponad 700-metrowym urwiskiem

19 lutego 2008 r. obrazy uzyskane przez kamerę HiRISE na Mars Reconnaissance Orbiter ukazały spektakularną lawinę, w której drobnoziarnisty lód, pył i duże bloki skalne spadły z 700-metrowego urwiska. Dowodem zejścia lawiny były obserwowane chmury pyłu, które wznosiły się po urwisku. Takie zjawiska geologiczne mogą być przyczyną powstawania form obserwowanych na nachylonych zboczach, znanych jako smugi stokowe.

### Potencjalne jaskinie
Naukowcy NASA badający obrazy z sondy 2001 Mars Odyssey zauważyli zagłębienia, które mogą być siedmioma jaskiniami na zboczach wulkanu Arsia Mons na Marsie. Otwory mierzą od 100 do 252 metrów szerokości, a ich głębokość jest oceniana na co najmniej 73–96 metrów.

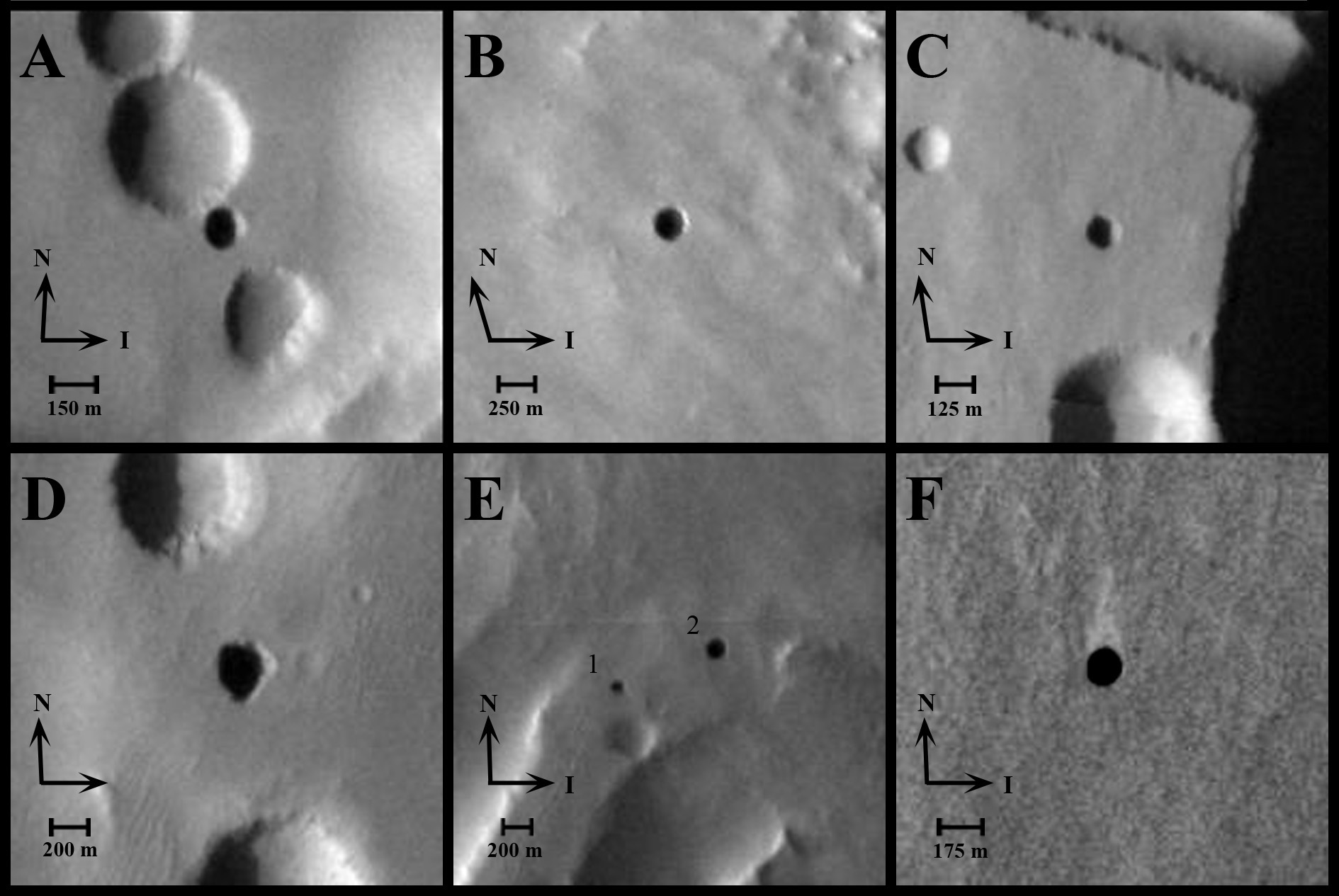
Otwory jaskiń na Marsie zostały nieoficjalnie nazwane (A) Dena (B) Chloe (C) Wendy (D) Annie (E) Abby i Nikki oraz (F) Jeanne
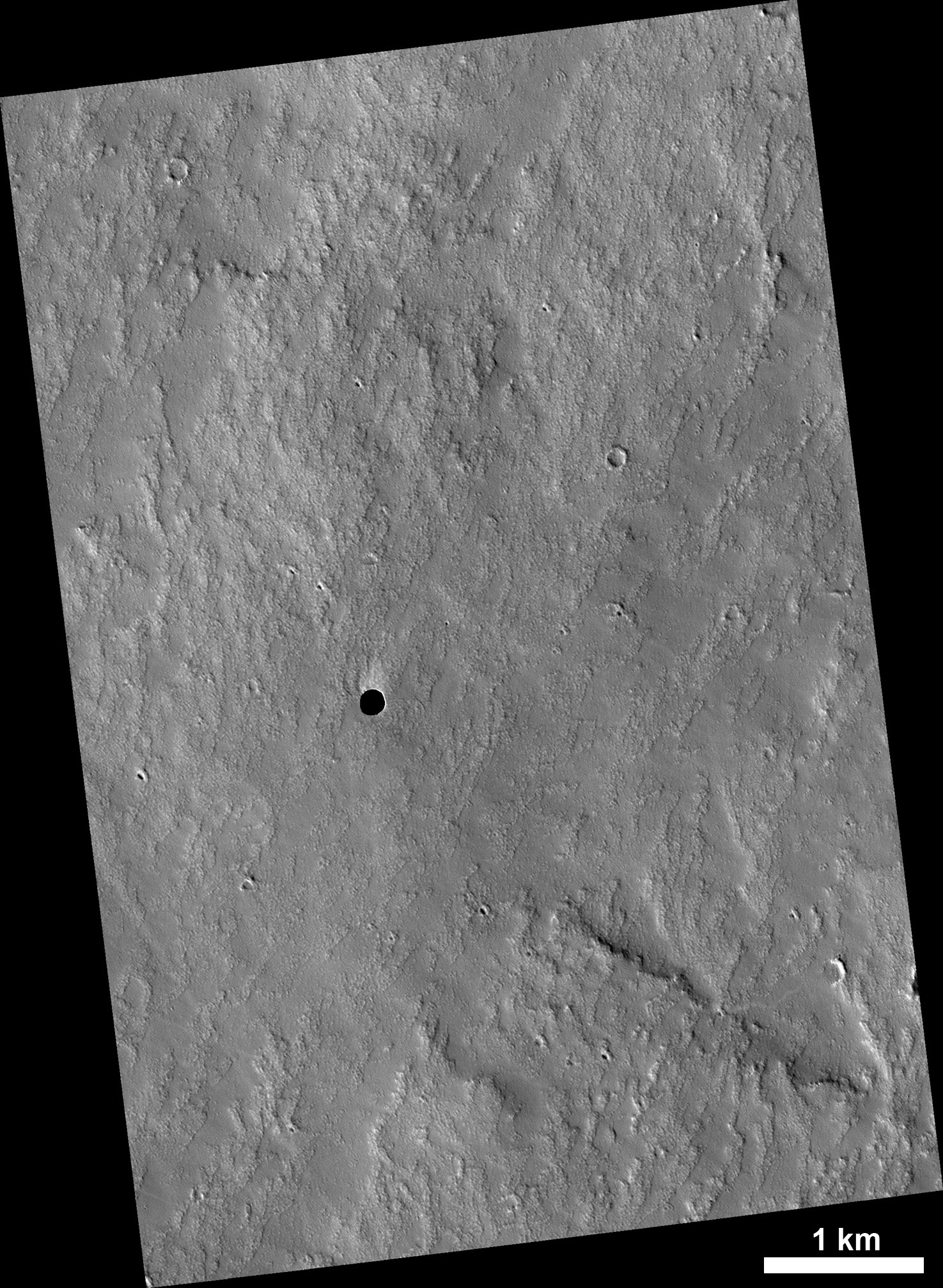
Jaskinia na Marsie („Jeanne”) widziana przez Mars Reconnaissance Orbiter
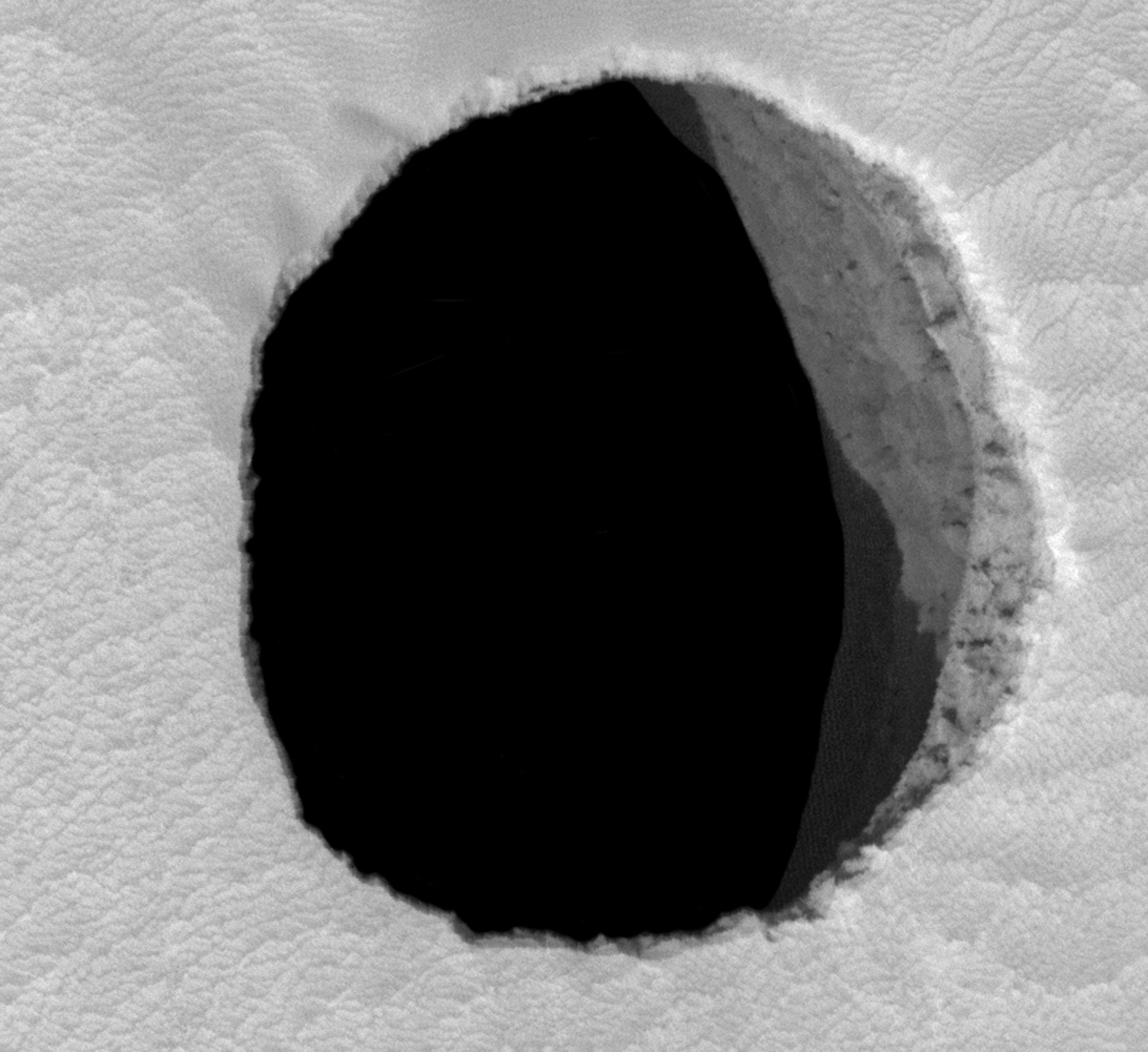
Zbliżenie jaskini „Jeanne” ukazujące popołudniowe oświetlenie wschodniej ściany otworu

Te jaskinie lawowe mogą być jedynymi naturalnymi tworami na powierzchni Marsa, które zapewniają ochronę przed mikrometeorytami, promieniowaniem ultrafioletowym ze Słońca i cząstkami o wysokiej energii, które uderzają w powierzchnię planety. W przyszłości ludzcy odkrywcy na Marsie mogliby korzystać z jaskiń jako naturalnych schronów.

### Inwersja rzeźby
Niektóre obszary Marsa wykazują inwersję topograficzną, co oznacza, że tereny, które były dawniej niżej położone, jak dno strumienia, znajdują się obecnie powyżej otaczającej powierzchni. Uważa się, że materiały takie jak duże bloki skalne zostały osadzone w obszarach nisko położonych, a później erozja eoliczna usunęła większość warstw powierzchniowych, pozostawiając bardziej odporne osady. Innymi materiałami, które mogą podlegać odwróceniu rzeźby, są strumienie lawy lub skały ziarniste, które zostały scementowane przez minerały rozpuszczone w wodzie. Na Ziemi materiały utwardzone krzemionką są wysoce odporne na wszelkiego rodzaju erozję; przykłady odwróconych kanałów na Ziemi znajdują się w formacji Cedar Mountain w stanie Utah. Odwrócona rzeźba terenu zachowująca kształt strumieni jest jednym z dowodów na to, że w przeszłości woda płynęła na powierzchni Marsa, co oznacza, że klimat planety musiał ulec znaczącej zmianie i dawniej był bardziej wilgotny.
W artykule opublikowanym w styczniu 2010 r. grupa naukowców poparła ideę poszukiwania życia w kraterze Miyamoto z uwagi na występowanie odwróconych kanałów i minerałów, które wskazywały na obecność wody.

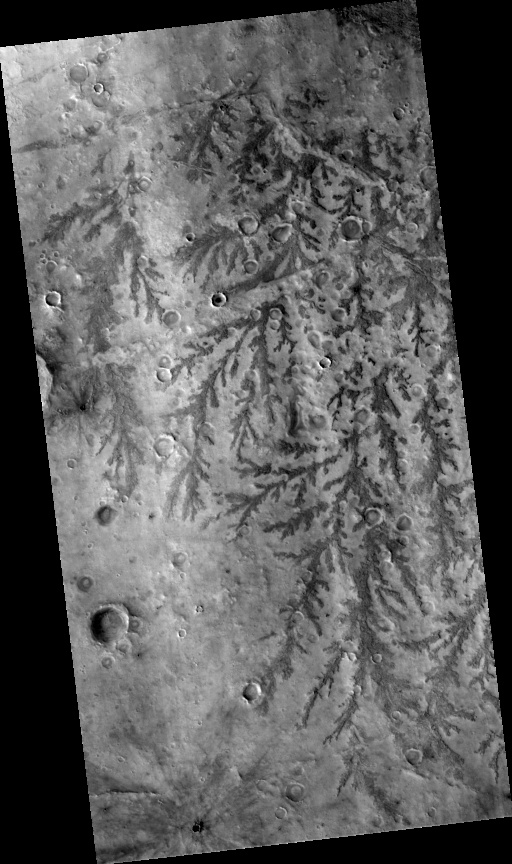
Inwersja rzeźby: strumień z wieloma odnogami w obszarze Syrtis Major
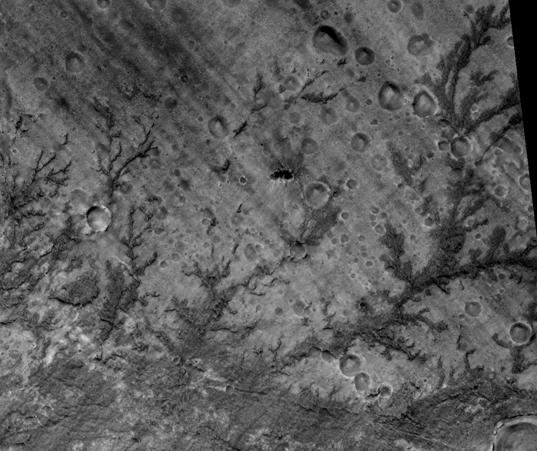
Odwrócone kanały strumieniowe w kraterze Antoniadi (Syrtis Major), zdjęcie HiRISE
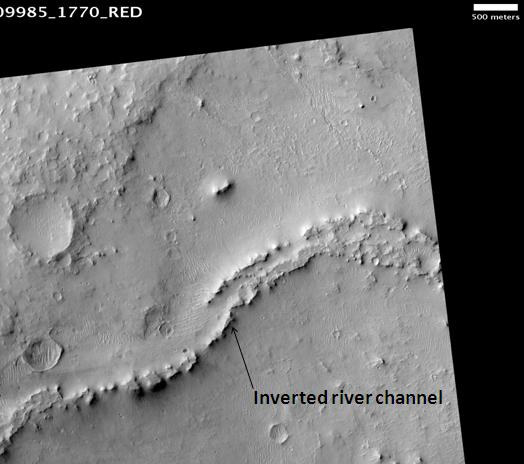
Inwersja rzeźby w kraterze Miyamoto (obszar Margaritifer Sinus); pasek skali ma długość 500 metrów
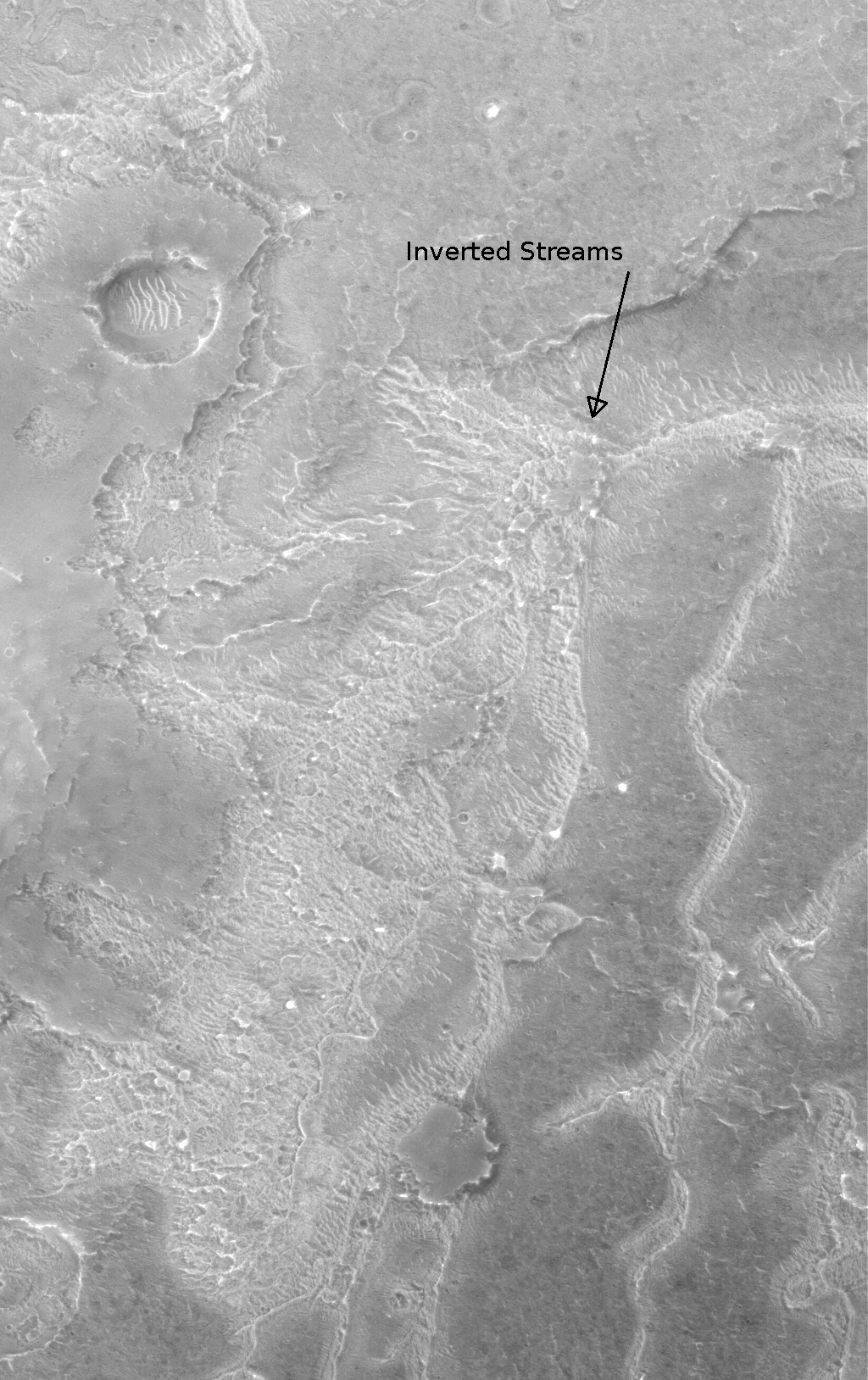
Odwrócone strumienie w pobliżu Juventae Chasma (zdjęcie Mars Global Surveyor): strumienie zaczynają się na szczycie grzbietu, a następnie łączą się